# 乙酰丙酮钒(III)
乙酰丙酮钒(III)是一种配位化合物，化学式为V(C5H7O2)3。它可由乙酰丙酮、三异丙醇氧钒和二(三甲基硅基)硫在甲苯中反应制得，或由乙酰丙酮氧钒(IV)在过量乙酰丙酮存在下被锡或锌还原得到。它和氟化钾在甲醇中反应可以得到K3VF6。